# Paratrechina
Paratrechina är ett släkte av myror. Paratrechina ingår i familjen myror.

## Bildgalleri

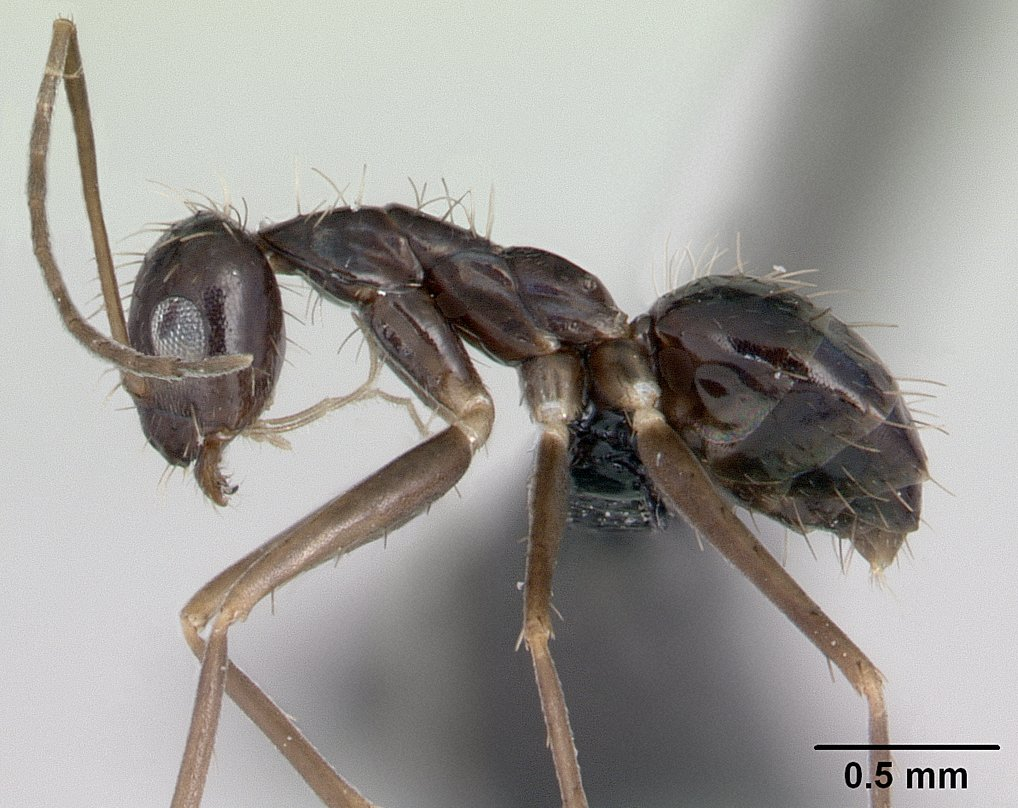

## Dottertaxa tillParatrechina, i alfabetisk ordning[1][2]
- Paratrechina albipes
- Paratrechina amblyops
- Paratrechina anthracina
- Paratrechina arenivaga
- Paratrechina arlesi
- Paratrechina aseta
- Paratrechina assimilis
- Paratrechina austroccidua
- Paratrechina birmana
- Paratrechina bourbonica
- Paratrechina brasiliensis
- Paratrechina braueri
- Paratrechina bruesii
- Paratrechina burgesi
- Paratrechina butteli
- Paratrechina caeciliae
- Paratrechina caledonica
- Paratrechina cisipa
- Paratrechina clandestina
- Paratrechina colchica
- Paratrechina comorensis
- Paratrechina concinna
- Paratrechina consuta
- Paratrechina darlingtoni
- Paratrechina dichroa
- Paratrechina dispar
- Paratrechina dugasi
- Paratrechina emarginata
- Paratrechina faisonensis
- Paratrechina flavipes
- Paratrechina foreli
- Paratrechina formosae
- Paratrechina fulva
- Paratrechina glabra
- Paratrechina goeldii
- Paratrechina gracilis
- Paratrechina grisoni
- Paratrechina guatemalensis
- Paratrechina hubrechti
- Paratrechina humbloti
- Paratrechina hystrix
- Paratrechina incallida
- Paratrechina indica
- Paratrechina iridescens
- Paratrechina jaegerskioeldi
- Paratrechina johannae
- Paratrechina kohli
- Paratrechina koningsbergeri
- Paratrechina kraepelini
- Paratrechina lecamopteridis
- Paratrechina lepida
- Paratrechina lietzi
- Paratrechina longicornis
- Paratrechina madagascarensis
- Paratrechina manni
- Paratrechina mendica
- Paratrechina mexicana
- Paratrechina microps
- Paratrechina minutula
- Paratrechina mixta
- Paratrechina myops
- Paratrechina nana
- Paratrechina nettae
- Paratrechina nodifera
- Paratrechina nuggeti
- Paratrechina obscura
- Paratrechina oceanica
- Paratrechina opaca
- Paratrechina pallida
- Paratrechina parvula
- Paratrechina pearsei
- Paratrechina perminuta
- Paratrechina phantasma
- Paratrechina picta
- Paratrechina pieli
- Paratrechina pubens
- Paratrechina pusillima
- Paratrechina rosae
- Paratrechina sakurae
- Paratrechina sauteri
- Paratrechina sharpii
- Paratrechina sikorae
- Paratrechina silvestrii
- Paratrechina simpliciuscula
- Paratrechina sindbadi
- Paratrechina smythiesii
- Paratrechina staudingeri
- Paratrechina steinheili
- Paratrechina subtilis
- Paratrechina tapinomoides
- Paratrechina tasmaniensis
- Paratrechina taylori
- Paratrechina teranishii
- Paratrechina terricola
- Paratrechina tjibodana
- Paratrechina tococae
- Paratrechina traegaordhi
- Paratrechina waelbroecki
- Paratrechina vaga
- Paratrechina vagabunda
- Paratrechina weissi
- Paratrechina vitiensis
- Paratrechina vividula
- Paratrechina wojciki
- Paratrechina yerburyi
- Paratrechina zelotypa